# Belagerung von Silistra
Oltenița – Achalziche – Başgedikler – Sinope – Cetate – Silistra – Nigojeti – Tscholok – Odessa – Kurekdere – Petropawlowsk-Kamtschatski – Alma – Sewastopol – Bomarsund – Balaklawa – Inkerman – Jewpatorija – Taganrog – Çorğun – Kars – Tschernaja – Malakow – Kinburn – Pariser Frieden

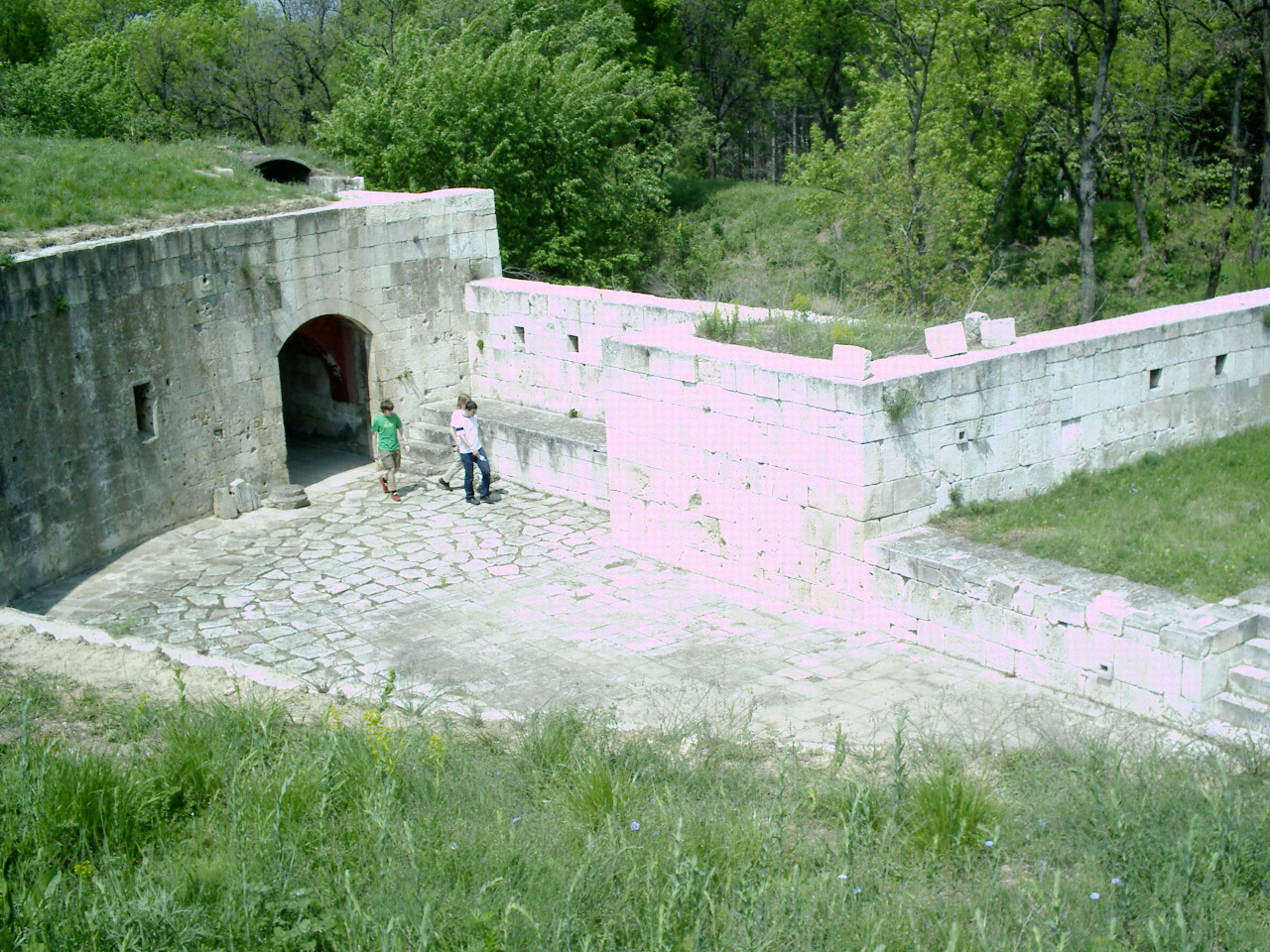
Ruinen der Festung

Die Belagerung von Silistra war Teil des Krimkrieges. Die zahlenmäßig weit überlegene russische Armee musste die anfangs erfolgreiche Belagerung der Festung Silistra nach mehreren Wochen abbrechen und sich zurückziehen.

## Vorgeschichte
Nach der Niederlage in der Schlacht von Oltenița und der Waffenruhe im Winter 1853/54, begannen die Russen im Frühling 1854 mit einer erneuten Offensive auf das osmanische Territorium im heutigen Rumänien. Etwa 45.000 Mann überschritten die Grenze nach Bessarabien und konnten einige befestigte Stellungen in der Dobrudscha einnehmen. Anfang April überquerten russische Truppen den antiken Trajanswall 30 km östlich von Silistra, Michail Dmitrijewitsch Gortschakow hatte zu diesem Zeitpunkt schon mit der Belagerung der Stadt begonnen.
Die Festung Silistra, von den Osmanen als Medzhidi Tabiya nach ihrem Sultan und Erbauer Abdülmecid benannt, war nach den Plänen Helmuth von Moltkes errichtet worden. Infolge des Krimkrieges war sie stark ausgebaut worden. So wurde das Fort 1854 vor der Belagerung mit einer neuen Zitadelle und zehn außerhalb gelegenen Forts verstärkt. Der Befehlshaber Musa Hulusi Pascha verfügte über 12.000 Mann, die auf die verschiedenen Forts der auf der rechten Donauseite gelegenen, 2½ km langen Verteidigungsanlage verteilt waren.

## Die Belagerung
Am 5. April erreichten die ersten russischen Einheiten die linke Donauseite vor der Stadt und begannen mit dem Bau von Schanzen. Am 22. April traf der russische Oberbefehlshaber Iwan Fjodorowitsch Paskewitsch mit dem Gros seiner Armee an den vorbereiteten Stellungen ein. Weitere Verstärkungen erreichten am 10. Mai die Belagerungsarmee, die nun mit dem Beschuss der Festung begann. Am 28. Mai wurde nach tagelangem Artilleriebeschuss ein erster russischer Angriff auf eine Schlüsselstellung, dem Fort Arab Tabia, unter schweren Verlusten auf beiden Seiten zurückgeschlagen.
Nach dieser ersten Niederlage der Russen begannen beide Seiten mit Artillerieduellen. Dabei wurde Paskewitsch verwundet und durch Gortschakow als Befehlshaber abgelöst. Omar Pascha konnte am 10. Juni eine Ersatzarmee heranführen. Ein erneuter Angriff auf das Fort Arab Tabia, welcher den Sturm auf die Zitadelle der Festung ermöglichen sollte, war schließlich am 20. Juni erfolgreich. Dieser erfolgversprechende Angriff wurde jedoch kurz vor einem greifbaren Sieg auf Befehls Paskewitsch abgebrochen und Gortschakow musste seine Truppen in die Ausgangsstellungen zurückziehen. Paskewitsch brach die Belagerung nach 55 Tagen ab, um eine bessere Ausgangsposition gegen die herannahenden alliierten Verstärkungen aus Warna zu haben. Bei den Kämpfen fiel General K. A. Schildner, Chef des russischen Ingenieurkorps. Am 24. Juni verließen die letzten russischen Einheiten die Stellungen vor der Stadt.

## Folgen
Der osmanische Sieg wurde wesentlich durch die Unterstützung englischer, französischer und deutscher Militärberater ermöglicht. Durch die Niederlage des russischen Heeres wurde außerdem ein Durchbruch an dieser strategischen wichtigen Stelle und ein möglicher Angriff auf die osmanische Hauptstadt Istanbul verhindert.
Die Vorkommnisse wurden in Namık Kemals  Theaterstück Vaterland oder Silistria! (1873) literarisch aufgearbeitet.